# Myślenicka Dziura
Myślenicka Dziura (Dziura Myślenicka, Myślenicka Górna) – jaskinia w Dolinie Goryczkowej w Tatrach Zachodnich. Ma dwa otwory wejściowe położone w zachodniej ścianie Myślenickich Turni, nad otworem Jaskini Goryczkowej, na wysokościach 1282 i 1286 m n.p.m. Długość jaskini wynosi 34 metry, a jej deniwelacja 4 metry.

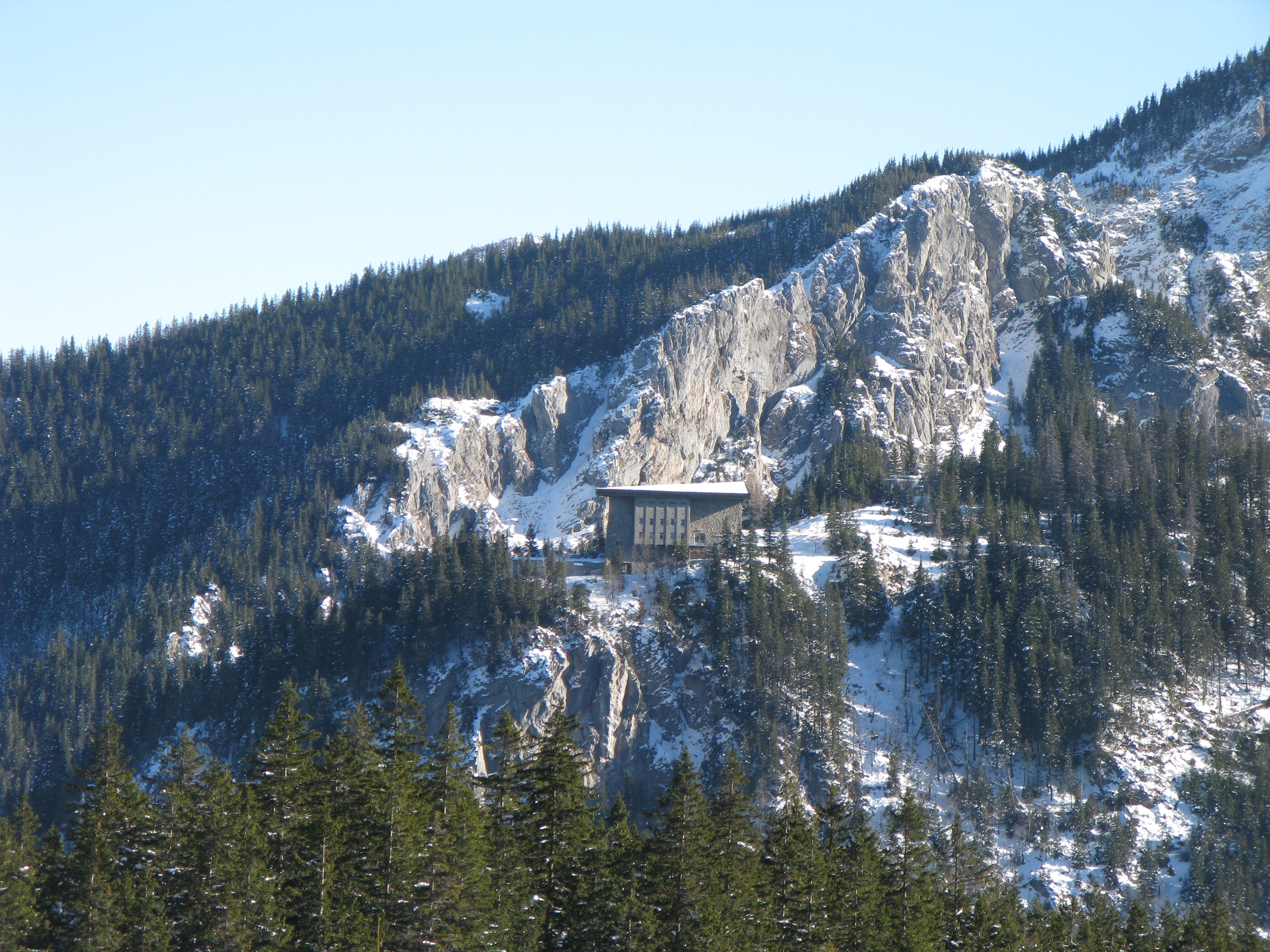
Myślenickie Turnie

## Opis jaskini
Centralną częścią jaskini jest salka do której można się dostać z głównego otworu (dolnego) obszernym, 3-metrowym korytarzem. Stąd:
- na lewo odchodzi z niej krótka szczelina.
- na wprost, za niskim przełazem idzie korytarzyk, który zakręca i po ponad 3 metrach przechodzi w meander z dwoma zaciskami. Dalej staje się szczeliną, której nie przebyto do końca, a prowadzi prawdopodobnie do połączenia z Myślenicką Szczeliną.
- na prawo biegnie wysoki korytarz. Przed jego końcem, odchodzi na prawo ciąg do drugiego otworu jaskini[3].

## Przyroda
W jaskini można spotkać nacieki grzybkowe.
Zimują w niej nietoperze.

## Historia odkryć
Jaskinia została odkryta 13 maja 1933 roku przez Stefana Zwolińskiego i M. Pawlikowskiego (syna Jana Gwalberta Pawlikowskiego).